# Пэншань
Пэнша́нь (кит. упр. 彭山, пиньинь Péngshān) — район городского подчинения городского округа Мэйшань провинции Сычуань (КНР).

## История
Во времена империи Цинь здесь существовал уезд Уян (武阳县). При империи Западная Хань был образован округ Цзяньвэй (犍为郡). При империи Лян он был преобразован в уезд Линши (灵石县), впоследствии переименованный в уезд Цзяньвэй (犍为县). При империи Западная Вэй он был переименован в Луншань (隆山县), а при империи Тан — в Пэншань.
В 1950 году был образован Специальный район Мэйшань (眉山专区), объединяющий 10 уездов. В 1953 году он был расформирован, а уезды Мэйшань, Пэншань, Циншэнь, Цзяцзян, Хунъя и Даньлэн вошли в состав Специального района Лэшань (乐山专区). В 1959 году уезд Пэншань был присоединён к уезду Мэйшань, но в 1962 году восстановлен. В 1968 году Специальный район Лэшань был переименован в Округ Лэшань (乐山地区). В 1985 году округ Лэшань был преобразован в городской округ Лэшань. В 1997 году шесть уездов городского округа Лэшань были выделены в отдельный Округ Мэйшань (眉山地区).
В 2000 году постановлением Госсовета КНР округ Мэйшань был преобразован в городской округ.
В 2014 году уезд Пэншань был преобразован в район городского подчинения

## Административное деление
Район Пэншань делится на 10 посёлков и 3 волости.